# Camp Toccoa

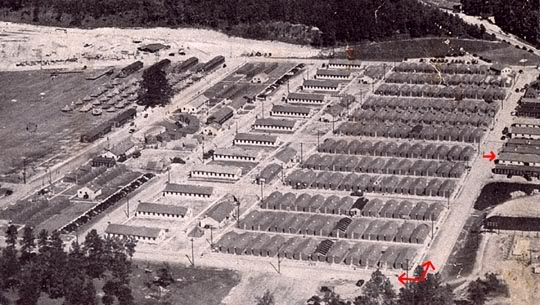
Widok ogólny obozu

Camp Toccoa (początkowo Camp Toombs) – obóz szkoleniowy dla spadochroniarzy Armii Stanów Zjednoczonych działający podczas II wojny światowej, położony 8 km na zachód od miasta Toccoa w stanie Georgia. Wśród jednostek szkolących się w obozie znalazł się słynny 506 Pułk Piechoty Spadochronowej. Historia kompanii E tego pułku („Easy Company”) została przedstawiona w miniserialu Kompania braci z 2001 roku.

## Budowa
Obóz szkoleniowy znany jako Camp Toombs został założony w 1938 roku. Gwardia Narodowa stanu Georgia i Administracja Projektów Robót Publicznych  rozpoczęły prace budowlane 17 stycznia 1940 roku, a oficjalne otwarcie obozu miało miejsce 14 grudnia 1940 roku. Początkowo obiekt był znany jako Camp Toombs od nazwiska generała Konfederacji z czasów wojny secesyjnej Roberta Toombsa. Jednak pułkownikowi Robertowi Sinkowi, dowódcy 506 Pułku Piechoty Spadochronowej, jednej z pierwszych szkolonych tam jednostek, nie spodobała się ta nazwa. Obawiał się on, że wśród młodych rekrutów zrodzą się przesądy, kiedy przybędą ćwiczyć skoki spadochronowe do obozu, obok którego mieści się cmentarz, a jego nazwa bardzo przypomina słowo tombs, czyli po angielsku groby. Sink przekonał więc Departament Armii do zmiany nazwy na Camp Toccoa.

## Szkolenia

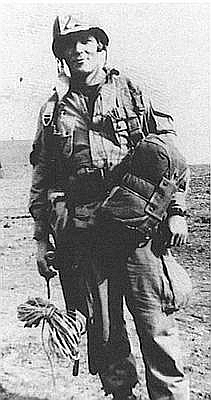
Richard Winters z kompanii E 506 Pułku Piechoty Spadochronowej na szkoleniu w Camp Toccoa, 1942 rok

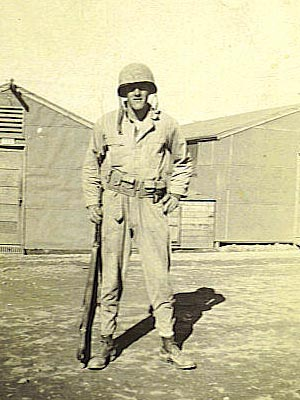
Albert Blithe w Camp Toccoa, 1942 rok

Armia amerykańska przejęła kontrolę na Camp Toccoa w 1942 roku, kiedy wybudowano jeszcze niewiele budynków i stałych konstrukcji. Z tego powodu większość personelu musiała być zakwaterowana w namiotach. Drewniane baraki stały się dostępne dopiero, gdy zaczęli przybywać pierwsi rekruci. Pierwsza grupa 5000 żołnierzy dotarła do Toccoa w lipcu 1942 roku.
Szkolenie ze skoków spadochronowych początkowo odbywało się na pobliskim lotnisku w mieście Toccoa. Jednak po pierwszym wypadku uznano, że pas startowy lotniska jest za krótki, aby umożliwić bezpieczne starty i lądowania samolotów C-39 i C-47. Całe dalsze szkolenie spadochronowe zostało przeniesione do Fort Benning. Ponieważ w Camp Toccoa nie było strzelnicy, rekrutów prowadzono 50 km do Clemson Agricultural College, szkoły wojskowej w sąsiedniej Karolinie Południowej, aby korzystali z tamtejszego obiektu.
Stałym elementem szkolenia spadochroniarzy w Camp Toccoa było wbieganie na pobliską górę Currahee, z której roztaczał się widok na obóz i całą okolicę. To trudne zadanie zostało nazwane przez żołnierzy okrzykiem „trzy mile w górę, trzy mile w dół”. Żołnierze 506 Pułku Piechoty Spadochronowej do dziś nazywają siebie „Currahees” (jest to zanglicyzowana nazwa wywodząca się od czirokeskiego słowa ᏊᏩᎯ (quu-wa-hi), które może oznaczać „stojący samotnie”). Zarys góry Currahee znajduje się na insygniach 506 Pułku w nawiązaniu do tradycji początków formowania pułku.
Godne uwagi jednostki, które przeszły szkolenie w Camp Toccoa to:
- 501 Pułk Piechoty Spadochronowej w ramach 101 Dywizji Powietrznodesantowej (15 listopada 1942 – 15 marca 1943);
- 506 Pułk Piechoty Spadochronowej w ramach 101 Dywizji Powietrznodesantowej (20 lipca 1942 – 15 listopa 1942);
- 507 Pułk Piechoty Spadochronowej w ramach 82. i 17 Dywizji Powietrznodesantowej;
- 511 Pułk Piechoty Spadochronowej w ramach 11 Dywizji Powietrznodesantowej (5 stycznia 1943 – 23 marca 1943);
- 517 Pułk Piechoty Spadochronowej w ramach 17. i 13 Dywizji Powietrznodesantowej (15 marca  1943 – 8 sierpnia 1943);
- 457. batalion polowej artylerii spadochronowej: przydzielony do 11 Dywizji Powietrznodesantowej;
- 295. Ordnance Heavy Maintenance Company (FA): (21 lipca 1943 – 24 listopada 1943).
- 296. Ordnance Heavy Main Company (CT): (21 lipca 1943 – 24 listopada 1943)[7].

W 1943 roku Camp Toccoa odwiedził komik Bob Hope, który dał występ dla szkolących się tam żołnierzy.
W latach 1944–1945 w Camp Toccoa mieścił się niewielki obóz jeniecki dla żołnierzy Wehrmachtu.
Po zakończeniu wojny przydatność obiektu dla wojska stała się znikoma, dlatego armia amerykańska przekazała Camp Toccoa z powrotem pod kontrolę państwa w 1946 roku.

## Dzieje powojenne
Pod koniec lat czterdziestych XX wieku Camp Toccoa stał się obozem filialnym Więzienia Stanowego Georgia, w którym przebywali głównie młodociani przestępcy. Jednak po wielokrotnych ucieczkach w latach pięćdziesiątych jednostkę przeniesiono do nowego, łatwiejszego do strzeżenia obiektu w mieście Alto. Część terenu została ostatecznie zajęta przez firmę Patterson Pump Company, która produkuje pompy przemysłowe, przeciwpowodziowe, przeciwpożarowe i HVAC.

## Ochrona i pamięć
W 2012 roku założono Camp Toccoa at Currahee, fundację non-profit, mającą na celu zachowanie pamięci o życiu i służbie spadochroniarzy, którzy szkolili się w Camp Toccoa i na górze Currahee podczas II wojny światowej. Opracowano plan odtworzenia historycznej infrastruktury na terenie obozu. Obecnie jedynym zachowanym oryginalnym budynkiem z czasów II wojny światowej jest stołówka obozu szkoleniowego.
Dla upamiętnienia spadochroniarzy, którzy biegali tą trasą w czasie szkolenia, wzdłuż Currahee Mountain Road od terenu dawnego Camp Toccoa do szczytu góry Currahee biegnie szlak pamięci pułkownika Roberta F. Sinka. Początek szlaku wyznacza tablica pamiątkowa poświęcona pułkownikowi Sinkowi ufundowana przez Five-O-Sinks (Stowarzyszenie Weteranów 506 Pułku Piechoty Spadochronowej). Szlak jest miejscem cyklicznego wyścigu Currahee Challenge, biegu na szczyt góry Currahee na dystansie trzech i sześciu mil, który odbywa się co roku jesienią. W pierwszą sobotę czerwca na Currahee odbywa się również bieg zwany D Day Run organizowany przez organizację Camp Toccoa.